# グスタフ・グーギッツ
グスタフ・グーギッツ（Gustav Gugitz、1874年4月9日 - 1964年3月3日）は、オーストリアの民俗学者、郷土史家、ウィーン文化史家、巡礼研究家。

## 来歴・人物
ウィーンに生れ、ウィーン大学で演劇学を学んだ。ケルンテン州の素封家の家系で余裕があったため、市井の学者としてウィーン文化誌・史と巡礼地などの宗教民俗学の研究に専念した。第一次世界大戦後のインフレで家産を失い、後半生は古書店を営み、また図書館司書となった。ウィーン学とも言うべき分野を開拓し、生前に刊行された著作は370冊を超える。また巡礼研究では、美術史のデヒーオと近似した事典形式で、オーストリア全域の1000カ所を超える巡礼地について基本データをまとめた。
1964年にウィーンで亡くなった。

## 著作（日本語訳）
- 『高地オーストリアの巡礼地』 河野眞訳・解説 愛知大学文学会『文学論叢』第89輯（昭和63=1988年12月）p.202-152, 第90輯（平成1=1989年3月）p.84-50, . 第91輯（平成1=1989年7月），p.96-69, 第92輯（平成1=1989年12月），p.244-227, 第96輯（平成3=1992年3月），p.186-144, . 第98輯（平成3=1991年10月），p.104-84, 第99輯（平成4=1992年5月），p.116-101. .